# Hippotion yorkii
Hippotion yorkii är en fjärilsart som beskrevs av Jean Baptiste Boisduval 1875. Hippotion yorkii ingår i släktet Hippotion och familjen svärmare. Inga underarter finns listade i Catalogue of Life.